# Baugé
Baugé là một xã trong vùng hành chính Pays de la Loire, thuộc tỉnh Maine-et-Loire, quận Saumur, tổng Baugé. Tọa độ địa lý của xã là 47° 32' vĩ độ bắc, 00° 06' kinh độ đông. Baugé nằm trên độ cao trung bình là 56 mét trên mực nước biển, có điểm thấp nhất là 41 mét và điểm cao nhất là 102 mét. Xã có diện tích 8,55 km², dân số vào thời điểm 2000 là 3663 người; mật độ dân số là 428 người/km².

## Thông tin nhân khẩu
| 1962  | 1968  | 1975  | 1982  | 1990  | 1999  | 2005  |
| ----- | ----- | ----- | ----- | ----- | ----- | ----- |
| 3 363 | 3 657 | 3 807 | 3 898 | 3 748 | 3 663 | 3 454 |

## Các thành phố kết nghĩa
- , Milngavie, Vương quốc Anh
- , Kelsterbach, Đức